# Andreas de Silva
Andreas de Silva (em português:  André de/da Silva, em italiano:  Andrea de Silva, em castelhano:  Andrés de Silva) (fl. 1510/1530) foi um compositor do período do Renascimento, possivelmente de origem ibérica, que trabalhou em Roma e Mântua.

## Biografia
Pouco se sabe sobre Andreas de Silva. O seu país de origem é desconhecido mas alguns autores postulam que fosse, tal como o apelido "de Silva" parece indicar, de origem ibérica, isto é espanhol ou português.
A sua formação musical foi realizada nos meios da corte francesa e no norte da península Itálica. A sua atividade como compositor está registada durante o período de 1510 a 1530. Trabalhou em Roma, então capital dos Estados Papais, para o papa Leão X como compositor e cantore secreto pelo menos desde janeiro de 1519; e depois de 1522 passou a trabalhar para o duque Frederico II Gonzaga no Ducado de Mântua.
A sua música foi bastante apreciada pelos seus contemporâneos mas a sua fama não foi duradoura. A saída gradual desse esquecimento deve-se principalmente à redescoberta do seu mérito musical.

## Obras
O conjunto musical que chegou à atualidade é vasto e inclui, pelo menos, 6 missas, 31 motetes e uma chanson. As suas obras surgem não em manuscritos como o Códice Medici mas também em publicações de Ottaviano Petrucci, Andrea Antico, Pierre Attaingnant e Johannes Petreius.